# Lordgenome
Lordgenome (ロージェノム?, Rōjenomu) è un personaggio dell'anime Sfondamento dei cieli Gurren Lagann dove ricopre il ruolo dell'antagonista principale della prima parte della serie per poi divenire un alleato dei protagonisti nella seconda parte della serie.
Il suo nome nasce dall'unione fra il termine "Lord" (titolo nobiliare britannico) e "Genoma".

## Storia
Introdotto nella prima serie con il titolo di "Re Spirale", Lordgenome viene presentato come il creatore nonché supremo comandante degli uomini bestia e, quindi, come principale avversario della Brigata Dai Gurenn, che si oppone al dominio delle sue creature sul mondo.
Tramite esse infatti egli costrinse l'umanità a vivere nel sottosuolo per più di un millennio facendo uccidere chiunque si avvicinasse alla superficie.
Nel compiere tale attività egli si dimostra molto altezzoso: infatti egli delega il compito di distruggere la Brigata Dai Gurren ai suoi sottoposti, scendendo in campo solo dopo la morte dei quattro Re, i suoi generali.
Seccato da tale situazione, egli affronterà Simon a bordo del suo gunman personale, il Lazengann (ラゼンガン?, Razengann), dimostrandosi un pilota estremamente abile, tanto da riuscire a sconfiggere il Gurren Lagann in pochi secondi, vedendo però il proprio mezzo venire distrutto dal Lagann.
Costretto dunque ad affrontare il piccolo mecha a mani nude egli dà sfoggio di una forza fisica immensa tramite la quale fa letteralmente a pezzi il mezzo avversario.
Sconfitto Simon si apprestò ad ucciderlo ma quest'ultimo lo pugnalò a tradimento con il core drill, infliggendogli una ferita mortale.
Durante la lotta, egli si proclamò "Il guardiano dell'umanità", affermando che le sue azioni erano necessarie per permettere la sopravvivenza del genere umano.
Infine egli pronunciò una fosca profezia "Quando un milione di scimmie invaderà questa Terra, la Luna diverrà messaggera dell'Inferno e distruggerà l'intero pianeta della spirale" per poi precipitare dalla torre su cui si era svolta la battaglia.

### Seconda serie
Durante la seconda serie si scoprirà che il suo corpo venne recuperato da Rossiu e che su suo ordine la sua testa è stata connessa a delle apparecchiature informatiche creando così un biocomputer.
In tale occasione egli rivela che le sue azioni furono necessarie per impedire alla popolazione umana di superare il milione di unità, cosa che avrebbe provocato un attacco da parte di Antispiral, una entità il cui scopo è annientare le popolazioni che fanno uso del potere della spirale poiché esso potrebbe alterare la legge della conservazione dell'energia causando così la fine dell'universo.
In tale stato egli si unisce alla Brigata Dai Gurren pilotando i mezzi che egli stesso usò più di mille anni prima durante la guerra contro Antispiral, per poi prendere parte alla battaglia finale sacrificandosi per l'umanità.